# 방화역
방화역(傍花驛, Banghwa Station)은 서울특별시 강서구에 있는 서울 지하철 5호선의 전철역이다. 서울 지하철 5호선의 기점으로, 인근에 방화차량사업소가 있다. 이 역부터 하남검단산역, 마천역까지 모두 지하 구간이며, 이 역부터 마천역, 강일역까지 서울특별시 구간이다.

## 역사
- 1996년 3월 20일: 서울 지하철 5호선 방화 ~ 까치산 구간 개통과 함께 종착역으로 영업 개시

## 역 구조
승강장은 2면 3선 혼합식 승강장으로 운영되며, 출구는 4개이다.

### 승강장
| 시·종착역     |
| 1 2 \| 3 4 \| |
| ↓ 개화산      |

| 1 | ● 수도권 전철 5호선 |                                                   | 김포공항 · 여의도 · 광화문 · 왕십리 · 천호 · 강동 · 하남검단산 · 마천 방면 |
| 2 | ● 수도권 전철 5호선 |                                                   | 김포공항 · 여의도 · 광화문 · 왕십리 · 천호 · 강동 · 하남검단산 · 마천 방면 |
| 3 | ● 수도권 전철 5호선 | 상일동 · 하남검단산 · 마천 방향 회차 및 당역 종착 | 상일동 · 하남검단산 · 마천 방향 회차 및 당역 종착                          |
| 4 | ● 수도권 전철 5호선 | 방화기지 입고 열차 당역 종착                      | 방화기지 입고 열차 당역 종착                                               |

## 주변
1번 출구 
- 방화3,4단지
- 치현초등학교
- 정곡초등학교
- 강서공업고등학교
- 방화3치안센터

2번 출구 
- 치현마을
- 정곡마을
- 방화3동주민센터
- 방화119안전센터
- 국립국어원
- 길꽃어린이도서관

3번 출구 
- 능마을
- 한서고등학교
- 방화7,8단지
- 방원중학교

4번 출구 
- 방화5,6단지
- 방화6종합사회복지관
- 삼정초등학교
- 삼정중학교
- 국제청소년센터

## 이용객 변동
| 노선  | 노선   | 일평균 인원수 (명/일) | 일평균 인원수 (명/일) | 일평균 인원수 (명/일) | 일평균 인원수 (명/일) | 일평균 인원수 (명/일) | 일평균 인원수 (명/일) | 일평균 인원수 (명/일) | 일평균 인원수 (명/일) | 일평균 인원수 (명/일) | 일평균 인원수 (명/일) | 각주  |
| 노선  | 노선   | 2000년                | 2001년                | 2002년                | 2003년                | 2004년                | 2005년                | 2006년                | 2007년                | 2008년                | 2009년                | 각주  |
| ----- | ------ | --------------------- | --------------------- | --------------------- | --------------------- | --------------------- | --------------------- | --------------------- | --------------------- | --------------------- | --------------------- | ----- |
| 5호선 | 승차   | 7,420                 | 7,703                 | 7,742                 | 8,042                 | 8,095                 | 7,943                 | 7,823                 | 7,632                 | 7,574                 | 7,552                 | [ 1 ] |
| 5호선 | 하차   | 6,785                 | 7,040                 | 7,150                 | 7,490                 | 7,481                 | 7,310                 | 7,144                 | 6,918                 | 6,850                 | 6,823                 | [ 1 ] |
| 5호선 | 승하차 | 14,204                | 14,743                | 14,892                | 15,533                | 15,576                | 15,253                | 14,967                | 14,550                | 14,423                | 14,374                | [ 1 ] |
| 노선  | 노선   | 2010년                | 2011년                | 2012년                | 2013년                | 2014년                | 2015년                | 2016년                | 2017년                | 2018년                |                       | [ 1 ] |
| 5호선 | 승차   | 7,397                 | 7,708                 | 7,907                 | 7,962                 | 7,921                 | 7,775                 | 7,656                 | 7,632                 | 7,504                 |                       | [ 1 ] |
| 5호선 | 하차   | 6,831                 | 7,204                 | 7,482                 | 7,538                 | 7,514                 | 7,376                 | 7,261                 | 7,221                 | 7,111                 |                       | [ 1 ] |
| 5호선 | 승하차 | 14,228                | 14,912                | 15,389                | 15,500                | 15,435                | 15,151                | 14,917                | 14,853                | 14,615                |                       | [ 1 ] |

## 인접한 역
| 서울 지하철 5호선 본선 | 서울 지하철 5호선 본선 | 서울 지하철 5호선 본선          |
| ---------------------- | ---------------------- | ------------------------------- |
| 시·종착역              | ● 수도권 전철 5호선    | 511 개화산 하남검단산·마천 방면 |

## 같이 보기
- 화곡역